# موريس دي بروي
موريس دي بروي (بالفرنسية: Maurice de Broglie )‏ (و. 1875 – 1960 م) هو فيزيائي، وبروفيسور فرنسي، ولد في باريس، وكان عضوًا في أكاديمية اللغة الفرنسية (منذ 24 مايو 1934)، والجمعية الملكية، والأكاديمية الفرنسية للعلوم، والأكاديمية الروسية للعلوم، توفي في نويي-سور-سين، عن عمر يناهز 85 عاماً.

## التعليم
تعلم في كلية ستانيسلاس في باريس، والكلية البحرية الفرنسية ‏.

## جوائز وترشيحات
حصل على جوائز منها:
- وسام هيوز (1928)
- Prix Félix-Robin [الإنجليزية]‏ (1922)
- وسام جوقة الشرف من رتبة ضابط أكبر.

ترشح لـ:
- جائزة نوبل في الفيزياء (1946)[12]
- جائزة نوبل في الفيزياء (1939)[12]
- جائزة نوبل في الفيزياء (1928)[12]
- جائزة نوبل في الفيزياء (1926)[12]
- جائزة نوبل في الفيزياء (1925).[12]

## روابط خارجية
- موريس دي بروي على موقع الموسوعة البريطانية (الإنجليزية)
- موريس دي بروي على موقع مونزينجر (الألمانية)
- موريس دي بروي على موقع إن إن دي بي (الإنجليزية)